# 刘平 (1980年)
刘平（1980年1月—），男，汉族，四川渠县人，中国共产党党员。中华人民共和国政治人物、第十三届全国人民代表大会海南省代表。

## 生平
2018年，刘平被选为海南省出席第十三届全国人民代表大会代表。